# Trädkräfta

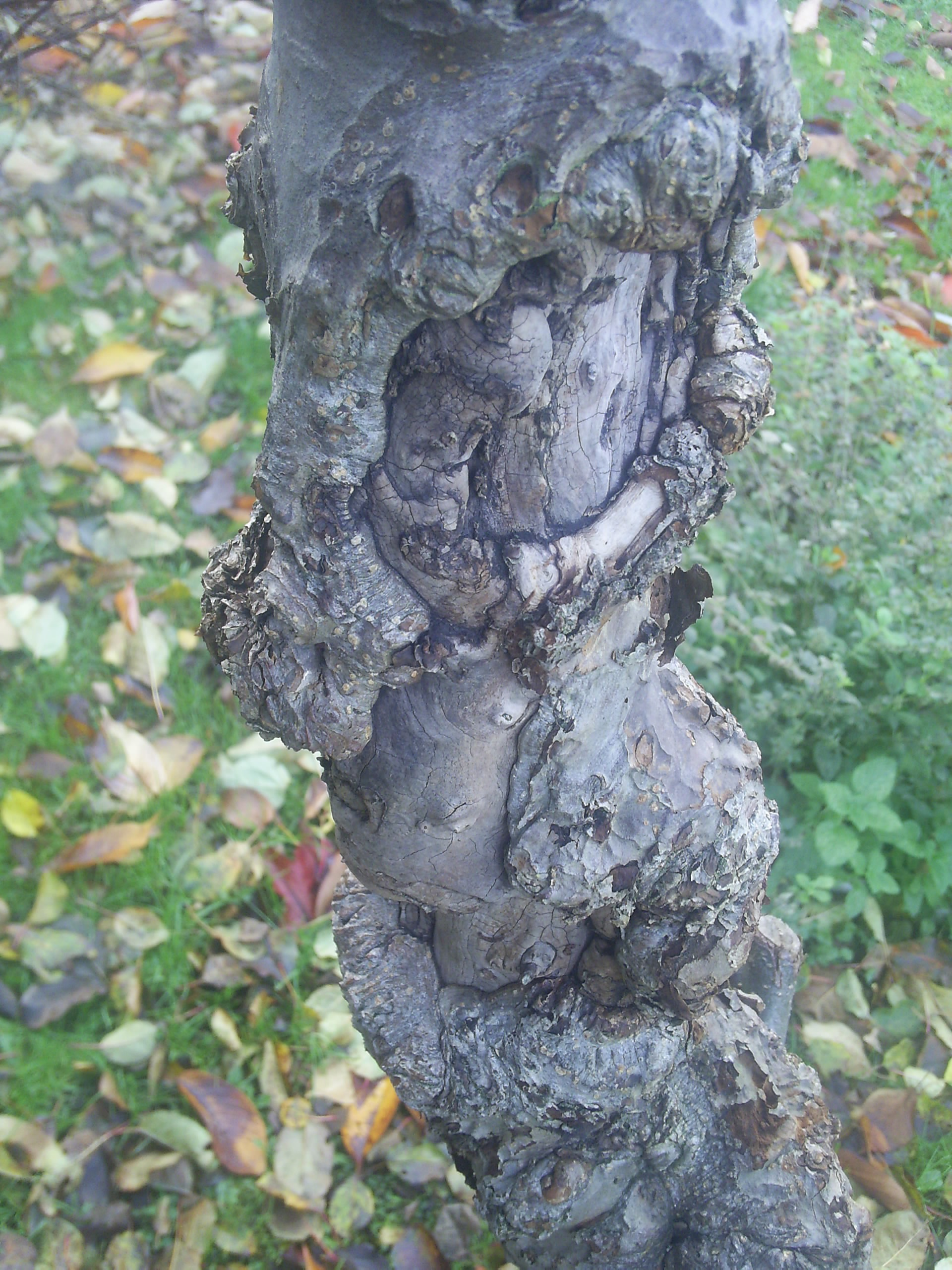
Trädkräfta på äppleträd, Göteborg.

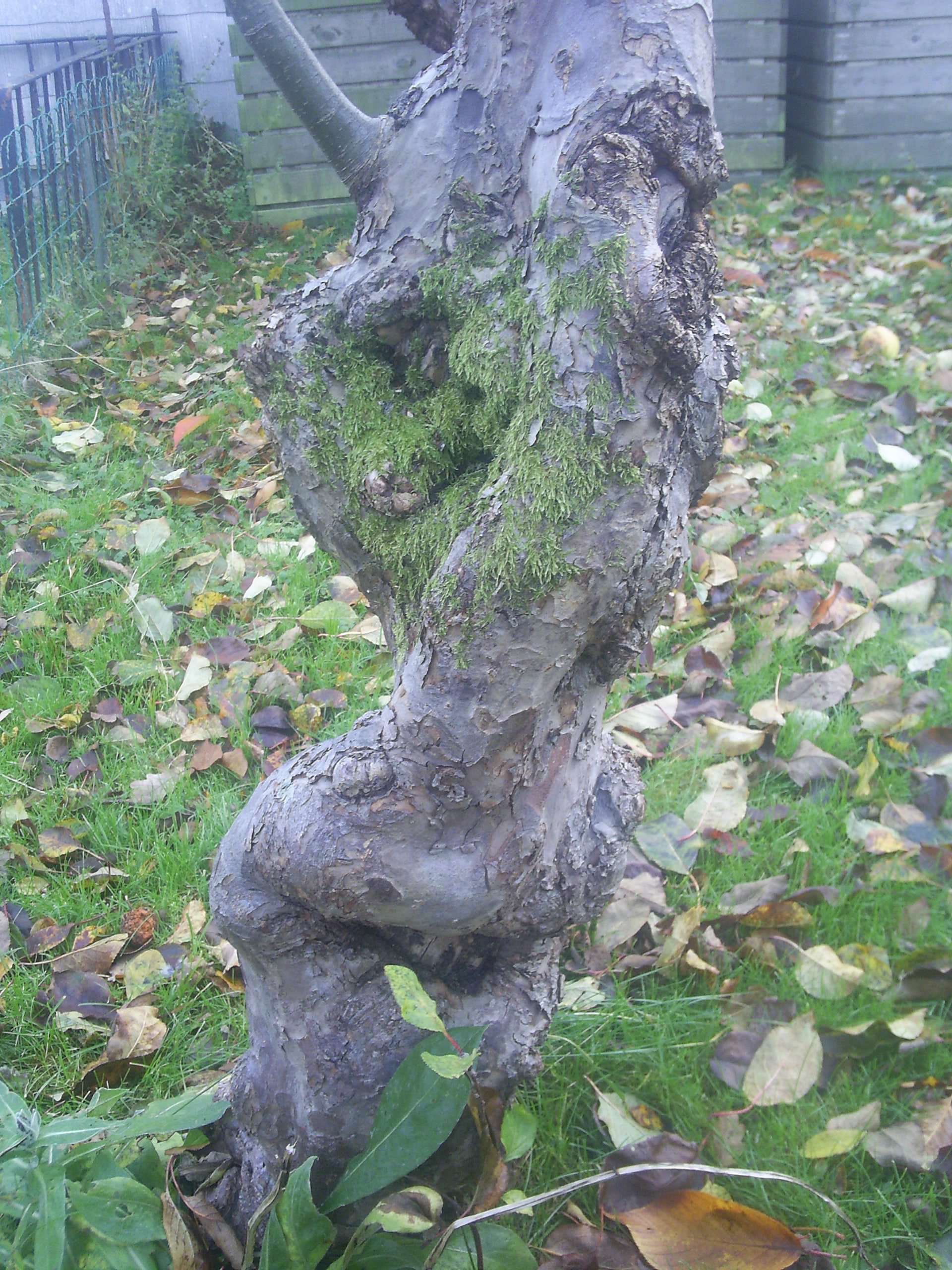
Trädkräfta på stam av äppleträd, Göteborg.

Kräfta, trädkräfta eller fruktträdskräfta är resultatet av ett svampangrepp på fruktträd. Det bildas öppna, insjunkna sår, svulster och ringar i barken. Med tiden "stryps" trädet eftersom närings- och vätsketillförsel upphör och trädet vissnar ned.